# Provincia Catania
Catania este o provincie în regiunea insulară autonomă Sicilia în Italia.